# Амжикухуа

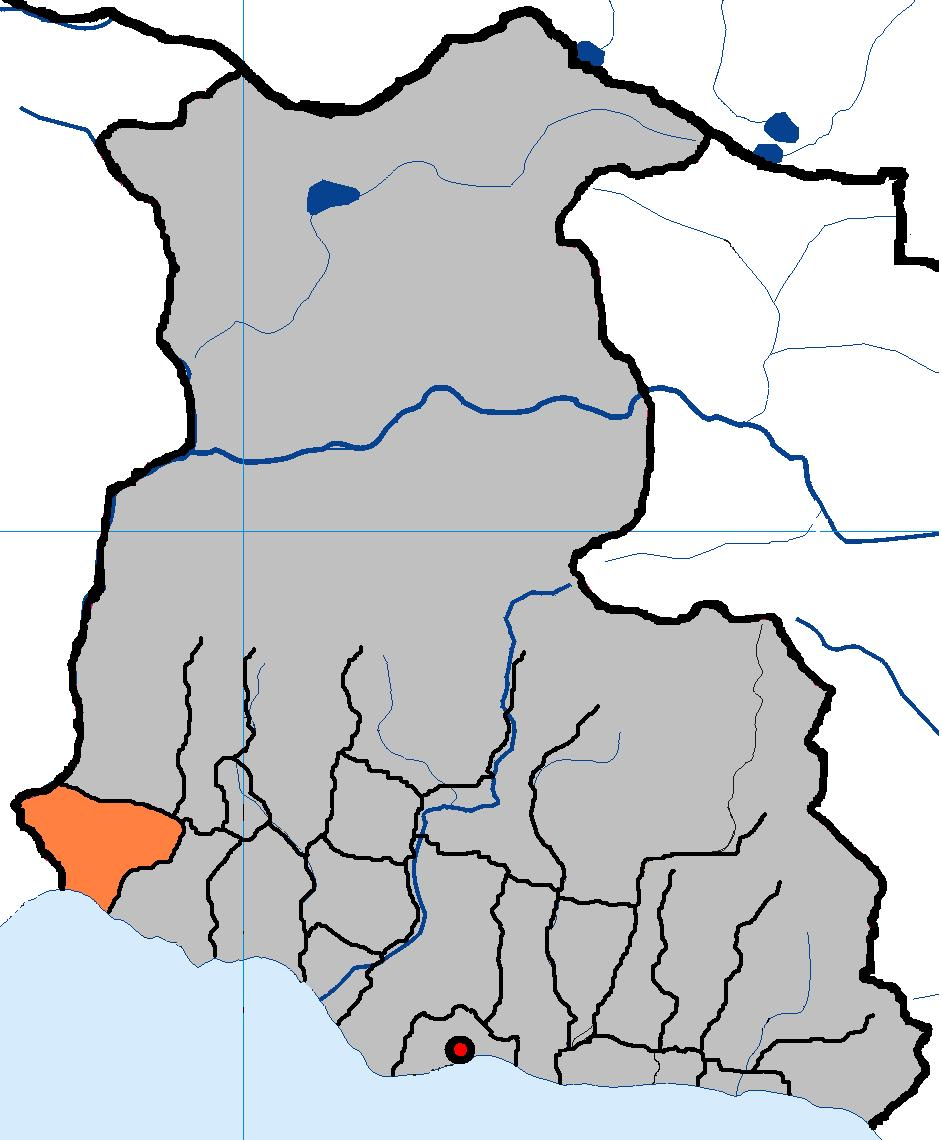
Расположение села Амжикухуа

Амжи́кухуа (абх. Амжәықәхәа; груз. აგარაკი) — село в Абхазии, в Гудаутском районе частично признанной Республики Абхазия, согласно административному делению Грузии — в Гудаутском муниципалитете Абхазской Автономной Республики. До 1948 года село официально называлось Каваклук (арм. тополевая роща), с 1948 по 1996 — Агараки (груз. дача), с 1996 года восстановлено старое абхазское название. Расположено к западу от райцентра Гудаута в равнинно-холмистой зоне на берегу Пицундской бухты Чёрного моря.
В административном отношении село является административным центром Амжикухвинской сельской администрации (абх. Амжәықәхәа ақыҭа ахадара), в прошлом Агаракского сельсовета.

## Границы
На севере Амжикухуа граничит с селом Калдахуара, на востоке — с посёлком Шлара и пгт Мюссера, на юге территория села выходит к черноморскому побережью, на западе Амжикухуа граничит с селом Лдзаа Гагрского района.

## Население
Население Агаракского сельсовета по данным переписи 1989 года составляло 982 чел. Этнический состав — армяне.
По данным переписи 1959 года в селе Агараки (Амжикухуа) жило 401 человек, в основном армяне (в Агаракском сельсовете в целом — 1191 человек, также в основном армяне). По данным переписи 1989 года население Агаракского сельсовета составило 982 человека, в том числе села Агараки (Амжикухуа) —  406 человек, в основном армяне. По данным переписи 2011 года численность населения сельского поселения (сельской администрации) Амжыкхуа (Амжикухуа) составила 672 жителя, из них 95,4 % — армяне (641 человек), 3,3 % — русские (22 человека), 0,6 % — абхазы (4 человека), 0,4 % — украинцы (3 человека), 0,3 % — другие (2 человек).
В переписях XIX века Амжикухуа как отдельное село не значится. Территория Амжикухуа входила в состав Калдахуарской сельской общины, и после мухаджирства — насильственного выселения абхазов в Турцию — данная местность полностью обезлюдела, пока в 1907 году здесь не осели первые армянские поселенцы. Затем село значительно выросло за счёт переселения армян после геноцида в Османской империи.
| Год переписи | Число жителей           | Этнический состав                      |
| ------------ | ----------------------- | -------------------------------------- |
| 1886         | в составе с. Калдахуара | населения нет                          |
| 1926         | 2097                    | армяне 87,5%; русские 2,7%; греки 1,5% |
| 1959         | 1191                    | армяне (нет точных данных)             |
| 1989         | 982                     | армяне (нет точных данных)             |
| 1989         | 672                     | армяне (95,4 %), русские (3,3 %)       |

## Историческое деление
Село Амжикухуа исторически подразделяется на 3 посёлка (абх. аҳабла):
- Амжикухуа Ахабла (собственно Амжикухуа)
- Риапш
- Цанигуарта

## Использованная литература
1. (рус.) Кварчия В. Е. Историческая и современная топонимия Абхазии (Историко-этимологическое исследование). — Сухум: Дом печати, 2006. — 328 с.
2. (абх.) Кәарҷиа В. Е. Аҧсны атопонимика. — Аҟәа: 2002. — 686 д.